# Ruppia maritima
Ruppia maritima là một loài thực vật có hoa trong họ Ruppiaceae. Loài này được L. miêu tả khoa học đầu tiên năm 1753.